# 梅里达领蜂鸟
梅里达领蜂鸟（学名：Heliangelus spencei），是雨燕目蜂鸟科的一种鸟类。分布于委内瑞拉西北部的安第斯山脉山区，有时也被视为辉喉领蜂鸟的亚种。